# Dietrich Kehl
Dietrich Kehl (* 28. September 1952 in Rostock) ist ein ehemaliger Fußballspieler aus der DDR. In der DDR-Oberliga, der höchsten Spielklasse des ostdeutschen Fußballverbandes spielte er für den F.C. Hansa Rostock. Er ist mehrfacher Junioren- und Nachwuchs-Nationalspieler.

## Fußball-Laufbahn
1961 wurde Kehl in die Kindermannschaft des SC Empor Rostock, aus dem sich 1965 der F.C. Hansa Rostock entwickelte, aufgenommen. Als Juniorenspieler spielte er für den F.C. Hansa in der Juniorenoberliga und gehörte ab 1970 zum Kader der DDR-Juniorennationalmannschaft. Mit ihr bestritt er in den Jahren 1970 und 1971 14 Länderspiele. Nach Beendigung seiner Schulausbildung absolvierte er eine Lehre zum Maschinenbauer.
Seine ersten Pflichtspiele im Männerbereich absolvierte Kehl mit 17 Jahren mit der 2. Mannschaft des F.C. Hansa in der zweitklassigen DDR-Liga. Dort wurde er als Linksaußenstürmer erstmals am 29. März 1970 im Punktspiel Hansa Rostock II – Vorwärts Berlin II (4:2) eingesetzt. Nach 13 Einsätzen in der 2. Mannschaft kam der 1,74 m große Kehl am 16. Juni 1971 in der Begegnung Stahl Riesa – Hansa Rostock (1:0) als Mittelstürmer zum ersten Mal in der Oberliga zum Einsatz. Für die Saison 1971/72 wurde er offiziell für die Oberligamannschaft nominiert, wurde dort aber nur in acht Punktspielen aufgeboten, nur zweimal spielte er als Linksaußen über 90 Minuten. Dagegen war er mit 19 Punktspieleinsätzen Stammspieler in der 2. Mannschaft. Als zu Beginn der Spielzeit 1972/73 mit Schüler und Märzke zwei etatmäßige Abwehrspieler in der Oberliga ausfielen, erhielt Kehl von Trainer Saß die Chance, sich in diesem Bereich zu bewähren. So wurde er bis zum 9. Oberligaspieltag durchgehend als linker Verteidiger eingesetzt. Als die beiden Stammspieler wieder zur Verfügung standen, wurde er nur noch sporadisch in fünf weiteren Oberligaspielen wieder als Stürmer eingesetzt. Im Achtelfinale des FDGB-Pokals im Dezember 1972 erzielte Kehl beim 3:0-Heimsieg gegen Carl Zeiss Jena alle drei Tore, womit sich die Mannschaft für das Viertelfinale qualifizierte.
1973 wurde Kehl in den Kader der DDR-Nachwuchsnationalmannschaft aufgenommen und bestritt am 27. März 1973 sein erstes Nachwuchsländerspiel. In der Begegnung Polen – DDR U 21 (1:3) war er Einwechselspieler für seinen Klubkameraden Seering. Bis 1974 folgten noch zwei weitere U-21-Länderspiele mit 90-Minuten-Einsätzen.
1973/74 schaffte Kehl den Durchbruch in der Oberliga. Trainer Heinz Werner setzte ihn von Beginn an als Mittelfeldspieler ein, und Kehl bestritt anschließend sämtliche 26 Oberligapunktspiele. In der folgenden Saison lief es für Kehl nur in der Hinrunde mit regelmäßigen Oberligaeinsätzen gut, in der Rückrunde kam er unter dem neuen Hansa-Trainer Hergesell nur sporadisch zum Einsatz. Nach Abschluss der Spielzeit 1974/75 stand Hansa Rostock als Absteiger fest. Auch in der DDR-Liga-Saison 1975/76 kam Kehl anfangs nicht in der ersten Mannschaft zum Zuge, erst gegen Saisonende und in den Aufstiegsspielen kam er regelmäßig als Linksaußenstürmer zum Einsatz. Hansa schaffte umgehend die Rückkehr in die Oberliga, und in der neuen Saison 1976/77 eroberte sich Kehl mit 25 Oberligaspielen seinen Stammplatz zurück. Am 10. November 1976 bestritt er als Linksaußen sein einziges B-Länderspiel. Wiederaufsteiger Hansa Rostock konnte sich nicht durchsetzen und musste erneut den Gang in die DDR-Liga antreten. Kehl behielt dort aber seinen Stammspieler-Status und war mit 17 Punkt- und acht Aufstiegsspielen sowie neun Toren maßgeblich am erneuten Wiederaufstieg beteiligt. Auch 1978/79 bestritt Kehl die ersten acht Oberligapunktspiele, danach musste er jedoch im November 1978 seinen Militärdienst antreten.
Nach seiner Entlassung aus der Armee im Mai 1980 bestritt Kehl noch ein Spiel  in der DDR-Liga für die inzwischen erneut abgestiegenen Hanseaten. Der Verein stieg wieder in die Oberliga auf und nominierte Kehl für die Saison 1980/81, er wurde aber nicht mehr in der 1. Mannschaft eingesetzt.
Daraufhin wechselte Kehl nach 101 Oberligaspielen mit sechs Toren und 21 DDR-Pokalspielen mit ebenfalls sechs Torerfolgen im Alter von 28 Jahren noch im Laufe der Saison 1980/81 zum DDR-Ligisten Schiffahrt/Hafen Rostock. Dort spielte er noch fünf Jahre in der DDR-Liga, bis die Mannschaft 1985 abstieg. Während dieser Zeit absolvierte er 90 Punktspiele und erzielte 22 Tore.
1986 kehrte Kehl zu Hansa Rostock zurück und wurde dort bis 1991 stellvertretender Klub-Vorsitzender. Anschließend fungierte er als Herausgeber der Stadionzeitschrift „Hansa-Revue“ und war bis 1996  Geschäftsführer der Hansa-Sport-, Werbe- und Verkaufsdienst GmbH. Von 2006 bis 2007 war Kehl 1. Vorsitzender des SV Hafen Rostock 61 und eröffnete 2006 zusammen mit Manfred Wimmer ein Sportgeschäft in Rostock.